# Göytəpə
Göytəpə – miasto w południowym Azerbejdżanie, w rejonie Cəlilabad. Populacja wynosi 15,6 tys. osób (2022).